# 達米安·格林
，PC（1956年1月17日—），英國保守黨政治家，前新闻工作者。曾任下議院阿什福德選區議員，以及文翠珊內閣二号人物。
格林生于威尔士的巴里，牛津大学贝利奥尔学院学习哲学、政治学及经济学，是前任外交大臣鲍里斯·约翰逊的学长。在從政之前，他曾在BBC、英國第四台和《泰晤士报》工作。
1997年他进入国会，1998年成为前座议员，2001年进入影子内阁，先后担任影子教育和就业大臣、影子运输大臣、影子移民副大臣等职。2008年11月，其国会办公室被警方突击搜查，未见异常。联合政府上台后，他先后担任内政部移民副大臣、警务和刑事司法副大臣，是特蕾莎·梅的副手。文翠珊任首相后，任命格林为就業及退休保障大臣。2017年大选升任首席大臣兼內閣辦公廳國務大臣。他因涉嫌在电脑中藏有限制级色情照和骚扰一位女记者而接受调查，2017年12月20日晚8点以不符内阁成员的行为准则为由宣布辞内阁职务。

## 早年生活
格林生于生于威尔士的巴里，长于白金汉郡的雷丁并就读于雷丁的文法学校，他后来进入牛津大学贝利奥尔学院学习哲学、政治学及经济学，1977年以文学士学位毕业。1977年他当选为牛津联盟的主席，1980至1982年间担任保守学生联合会副主席。
在牛津读书时，格林折断了一只手腕，一群同学伏击他，把他扔进了切尔维尔河。据报道，伏击他的学生中有多米尼克·葛里夫，后任影子内政大臣时成为格林的上级，现任議會情報與安全委員會主席。

## 早年事业
1978年，他被BBC电台任命为金融记者，1982年加入英國第四台为商务制片人。他于1984年加入《泰晤士报》，担任商业新闻编辑，并于1985年回归电视新闻界，成为第四台的商务编辑。1987年，他成为负责伦敦城的金融编辑，也是第四台《商业日报》电视节目的主持人。1992年他离开电视台，参加时任首相约翰·梅杰的政策小组。1988年起格林一直是梅杰的撰稿人，1994年他离开唐宁街10号，经营自己的公共事务咨询公司。

## 政治事业
1992年大选，格林作为保守党候选人出马东布伦特选区挑战工党议员肯·利文斯通，以5,971票落败。1997年大选时，他成功接替退休的保守党议员基思·斯皮德，在肯特郡的阿什福德選區以5,345张多数票当选为下议院议员。他于当年5月20日做首次发言。

### 反对党前座

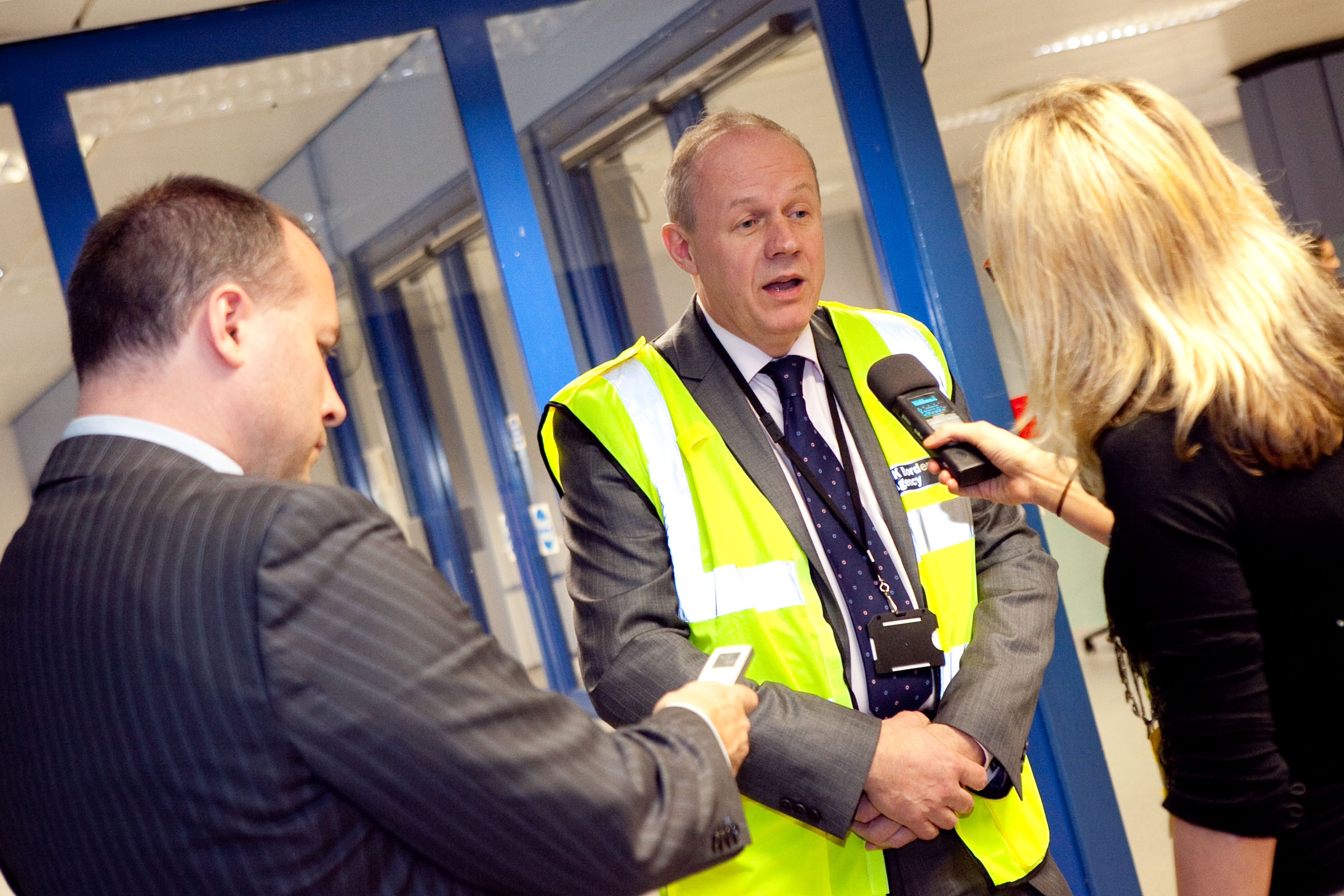
格林在曼彻斯特接收媒体采访

进入国会后，格林成为下院文化、传媒和体育专责委员会委员，1998年被保守党领袖威廉·黑格任命为教育和技能发言人，而成为前座议员。1999年他就环境问题发表了演讲，2001年被保守党领袖伊恩·邓肯·史密斯任命为影子内阁的教育和技能大臣。2003年，党领袖迈克尔·霍华德改任格林为影子运输大臣。2004年9月，他离开影子内阁，成为下院内政专责委员会委员，2005年大选后改财政专责委员会委员。当年12月戴维·卡梅伦当选党领袖后，格林被任命为内政事务发言人和影子移民副大臣。
格林还兼任国会主流党团联盟主席、保守党改革小组副主席和史密斯广场信托副主席。2005年来，他还一直负责保守党的移民问题简报。

#### 开支问题
英国国会开支丑闻期间《每日电讯报》曾披露，尽管格林的选区距离威斯敏斯特宫只有45分钟的通勤时间，但他还是要求纳税人为其指定位于伦敦西部阿克顿的第二居所报销费用。格林经常申报最大限额也就是400英镑的食物津贴。他还以公款报销按揭利息、缴纳地方议会税和话费。

#### 2008年被捕
2008年11月27日，由于涉嫌“协助和唆使公职人员的不当行为”和“与公职人员共谋不当行为”，格林被大都会警察局在其选区的家中逮捕。其中包含在政治上对当时的工党政府来说相当尴尬的文件。格林后来被保释。12月3日向议会发表的声明中，下议院议长迈克尔•马丁（Michael Martin）表示将对威斯敏斯特宫的安全负起责任，他说，虽然进行搜查的警察既没有搜索证，也没有“需要这种证件的必要建议”，只有负责执行下院院内命令的纠仪长签署的同意书，而纠仪长也没有咨询下院书记官。
这次被捕导致了对大都会警察局局长伊恩·布莱尔爵士在最后一天获得的授权是显然巧合的猜测。许多政治人物和记者也批评警察的行为。BBC主持人安德鲁·玛尔报道，格林是相信他是错误操作的受害者，因为逮捕他将需要内政大臣的授权，他表示时任内政大臣没有发布任何这样的授权命令。格林的选区助理随后证实，已委托专业机构对格林的房产和汽车进行检查，没有发现任何监听装置。
这件事以内政部一位名叫Christopher Galley的年轻公务员承认错误并被开除而收场。在2009年4月16日，皇家检控署宣布不会起诉将文件泄露给格林的前公务员，因为“证据不足”。

### 政府任职

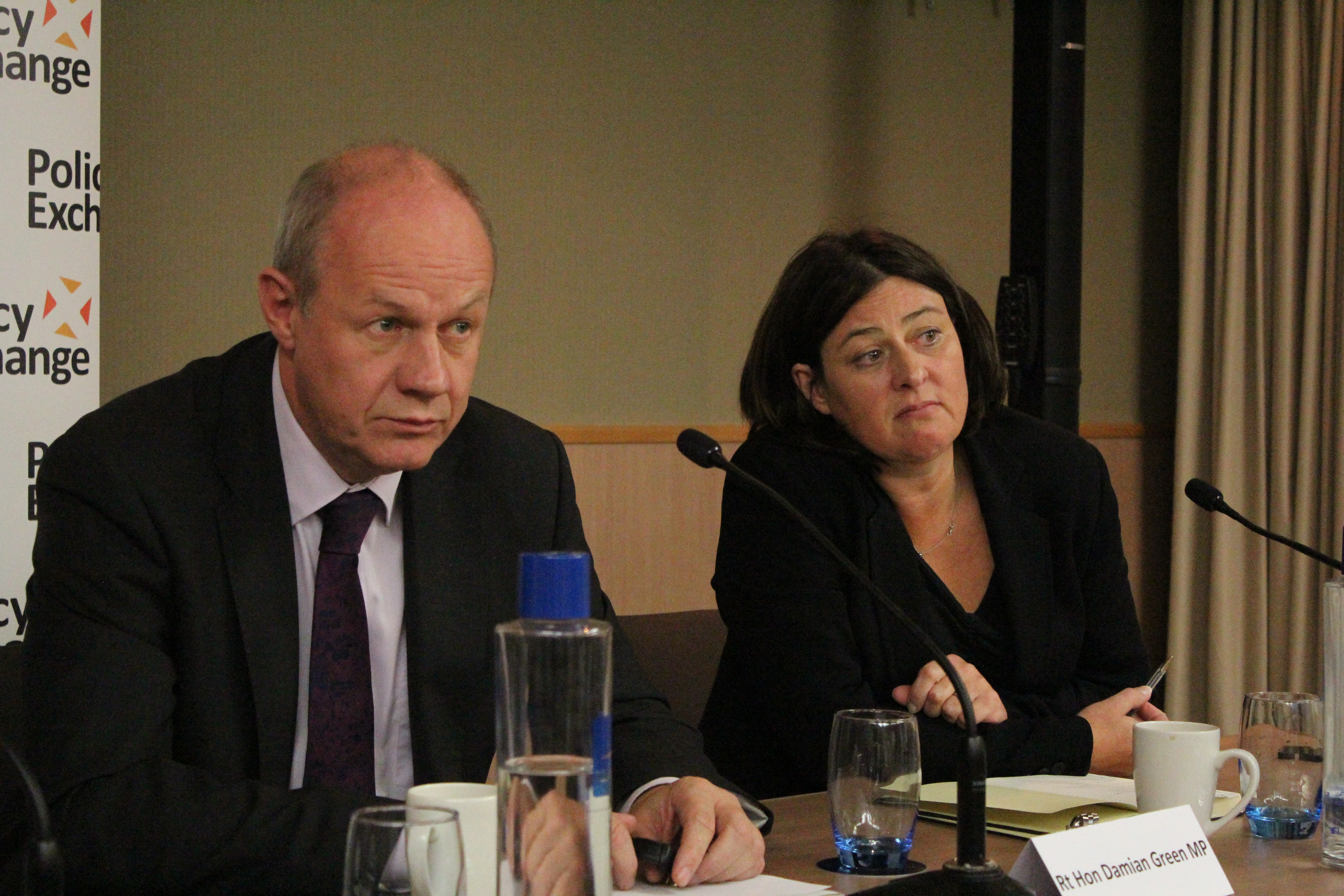
格林在2013年的政策交流会上发言

作为联合政府的警务副大臣，格林呼吁加强警察与私营部门之间的伙伴关系。格林在2014年的内阁改组中被解职引起了惊愕，因为同事们对他评价甚高。
2015年大选，他以19,296张多数票获得连任。

### 文翠珊內閣
2016年7月，格林获任就業及退休保障大臣，在2017年6月11日大选后的内阁改组中升任首席大臣兼內閣廳大臣，成为首相特蕾莎·梅实际上的副手。

### 性骚扰和色情丑闻
2017年威斯敏斯特性丑闻被揭露后，内阁办公室开始调查格林发出暗示短信及“短暂地”触碰保守党青年活动家膝盖的问题。2017年11月1日，格林因涉嫌对记者凯特·麦特比的行为而受到调查。他对此表示异议，称“我曾对[凯特]麦特比女士做过任何性骚扰的信息是绝对完全不真实的”。牛津大学曼斯菲尔德学院院长海伦娜·肯尼迪女男爵和记者罗莎慕·乌尔温都支持麦特比的说法，确定麦特比在一年前接到格林短信四分钟后曾向她们倾诉。在该调查中有指控指出，2008年警方在搜查格林办公室时，从他的办公电脑中发现了大量极端的色情内容。格林称这是“政治栽赃”。2017年12月初，当年格林被捕时检查其电脑的警方取证专家反驳了这一说法，指出：“电脑在他的办公室里、在他办公桌上、登陆、他的账户、他的姓名……任何人都能做到的说法是荒谬的。”警方正在考虑将案件中无关涉密材料备份保存后公布卷宗。格林否认他下载或观看过这种图像。他表示，前警长鲍勃·奎斯特（Bob Quick）的说法是“政治栽赃”。前大伦敦警察厅厅长保罗·斯蒂芬森爵士证实，当时他确被告知了这件事，但把它当作了“细枝末节”。
2017年12月20日星期三晚8时，格林被免去内阁职务，因为他在电脑上有色情内容问题上对同事和公众的误导性言论。调查报告对凯特·麦特比提出的指控没有得出任何结论，对这个问题的评论仅为发现它们“貌似有理”。梅首相要求格林辞职并接受其辞呈。格林在辞职信中称：
……从一开始我就清楚地知道，我没有在我的国会电脑上下载或查看色情内容。我同意我的新闻稿中应该清楚说明，警方律师在2008年与我的律师就电脑上的色情问题进行了讨论，警方随后在2013年通过电话就这个问题征求了我的意见。我很抱歉，我的发言在这一点上是误导性的。……我对凯特·麦特比因其关于我的文章和社会反应所遭受的痛苦深表遗憾。我不承认她在文章中描述的事情，但我确让她感到不舒服，为此我表示歉意。……
文翠珊首相回复说：
……我们在整个政治生涯中都是朋友和同事；初入大学校园、同一次大选中当选议员、在反对党和政府中任职。……作为第一国务大臣，你以你的高度智慧、敏锐政治感和承诺帮助本届会期中我那最脆弱的内阁至最后一刻。……我和你一样知道我们绝大多数的警察都是勤奋敬业的公仆，努力保护公众，维护治安。但2008年你的国会办公室遭搜查时，我与不分朝野的政治人物共同提出对此的忧虑。我同样与不分朝野的政治人物对曾参与办理该案的前任官员在最近几周发表的意见而担心。我很高兴大伦敦警察厅长谴责了这一点，明确了警员离职后的保密义务，大伦敦警察厅正在审查该员所发表的意见。……他（内阁秘书）已经发表的最终报告结论是，你作为一位大臣的行为总体上都是专业并适当的。……我很欣赏你不承认麦特比女士在其文章中描述的事件，但你确实认识到你让她感到不舒服，你的道歉是正确的。我知道你我有同样的决心，确保每个想参与我们政治生活的人都应该感觉能够这样做 - 没有恐惧或骚扰，并且知道如果他们需要，可以讲出来。同样，为身先公共服务的人其受法律保护的私生活也应受到尊重。我也认真考虑了报告的结论，你在11月4日和11日所作的两个陈述……是不准确和有误导性的。……这不符合大臣守则……虽然我可以理解最近几周的一些指控给你们带来相当大的困扰，但我知道你们同意保持公众对女王陛下大臣所要求的高标准。……
调查过程中，退欧大臣戴维·戴维斯说自己信任格林并表示格林若因而去职自己愿与之同进退。
卫生大臣杰里米·亨特在12月21日接收安德鲁·斯派洛采访时说，梅并不想让格林离职。

## 政治立场

### 移民
格林是遣返在英移民提倡者。他支持逾期居留者和其他移民自愿返回，以免被驱逐出境，称“我们希望那些无权留在英国的人自愿离开”。2011年他主管移民工作时将为期五年的再入境禁令放宽为两年，进一步鼓励移民离境。他表示，非法移民在英国“较短时间内”是积极和“省钱”的。

### 英国脱欧
格林反对英国脱欧。

## 个人生活
1988年4月，格林与伦敦城的大律师艾丽西娅·柯林森（Alicia Collinson）结婚。他们有两个女儿，都出生在哈默史密斯。
BBC前政治主编尼克·罗宾逊说，格林是仅有的受邀参加特蕾莎·梅六十岁生日聚会的两位国会议员之一。

## 出版物
- ITN Budget Factbook,《1984年独立电视新闻公司预算概况》 by Damian Green, 1984, ITN
- ITN Budget Factbook,《1985年独立电视新闻公司预算概况》 by Damian Green, 1985, ITN
- ITN Budget Factbook,《1986年独立电视新闻公司预算概况》 by Damian Green, 1986, ITN
- Better BBC: Public Service Broadcasting in the '90s,《更好的BBC：90年代的公共广播》 by Damian Green, 1990, Centre for Policy Studies ISBN 1-870265-77-7
- Freedom of the Airwaves《电波自由》 by Damian Green, 1990, CPC ISBN 0-85070-806-0
- Communities in the Countryside,《乡村社区》 by Damian Green, 1995. ISBN 1-874097-11-9
- The Cross Media Revolution: Ownership and Control,《跨媒体革命：所有权和控制权》 Edited by Damian Green, 1995, University of Luton Press ISBN 0-86196-545-0
- Regulating the Media in the Digital Age,《规范数字时代的媒体》 by Damian Green, 1997, European Media Forum
- 21st Century Conservatism,《21世纪保守主义》 by Damian Green, 1998
- The Four Failures of the New Deal,《新政的四大失败》 by Damian Green, 1998, Centre for Policy Studies ISBN 1-897969-84-8

## 外部連結
- Damian Green MP （页面存档备份，存于） official constituency website
- 英国的個人檔案
- 公鞭記載的投票紀錄
- TheyWorkForYou記載的紀錄

| 大不列颠及北爱尔兰联合王国国会               | 大不列颠及北爱尔兰联合王国国会                    | 大不列颠及北爱尔兰联合王国国会         |
| -------------------------------------------- | ------------------------------------------------- | -------------------------------------- |
| 前任者： 基思·斯皮德                         | 英國下議院阿什福德議員 1997年－                   | 現任                                   |
| 官衔                                         |                                                   |                                        |
| 前任者： 文翠珊 為影子內閣教育及就業事務大臣 | 影子內閣教育和技能大臣 2001年－2003年             | 繼任者： 田耀                          |
| 前任者： 蒂姆·科林斯                         | 影子內閣交通大臣 2003年－2004年                   | 繼任者： 田耀 為影子內閣環境及交通大臣 |
| 前任者： 菲爾·烏拉斯 為邊境和移民國務大臣    | 内政部移民副大臣 2010年－2012年                   | 繼任者： 夏伯文                        |
| 前任者： 尼克·赫伯特                         | 内政部与司法部治安和刑事司法副大臣 2012年－2014年 | 繼任者： 邁克·潘寧                     |
| 前任者： 郝智恆                              | 就業及退休保障大臣 2016年－2017年                 | 繼任者： 郭達瑋                        |
| 前任者： 乔治·奥斯本 2016                    | 第一国务大臣 2017年                               | 繼任者： 暂缺                          |
| 前任者： 本·格默                             | 内阁办公厅大臣 2017年                             | 繼任者： 李達德                        |